# Хэмилтон, Линда
Линда Кэрролл Хэмилтон (англ. Linda Carroll Hamilton; род. 26 сентября 1956[…], Солсбери, Мэриленд) — американская актриса. Наиболее известна по роли Сары Коннор в серии фильмов «Терминатор», а также по ролям в фильмах «Дети кукурузы», «Кинг-Конг жив», «Пик Данте» и телесериале «Красавица и чудовище», за работу в котором она была номинирована на премию «Эмми» и две премии «Золотой глобус».

## Биография
Хэмилтон родилась в Солсбери, Мэриленд. В семье также были её сестра-близнец Лесли, которая родилась на 6 минут раньше (работала медсестрой, снялась в качестве дублёра сестры в фильме «Терминатор 2», умерла 22 августа 2020 года), старшая сестра Лора и младший брат Форд. Отец Кэрролл Стенфорд Хэмилтон погиб в аварии, когда Линде и Лесли было пять лет, а их мать вышла замуж во второй раз за шефа полиции города Солсбери.
О карьере актрисы не мечтала. Пару лет училась играть на фортепиано, увлекалась чтением. Училась в школе Уайкомико, где стала играть в спектаклях благодаря сестре: им казалось забавным, когда в одном спектакле играют два одинаковых человека. Группа называлась «Кент Плеерс» и ставила пьесы Генри Филдинга, Агаты Кристи, Артура Миллера, а затем и Шекспира.
Окончила колледж Вашингтона в Честертауне (штат Мэриленд), затем — Институт Ли Страсберга в Нью-Йорке. В 1979, закончив студию, переехала в Калифорнию.

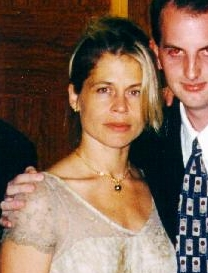
Линда Хэмилтон в 1997 году

Карьера актрисы началась с работ на телевидении в начале 1980-х, дебют в кино состоялся в 1982 году — Хэмилтон снялась в фильме «Игра в убийство». Роль Сары Коннор в первом «Терминаторе» принесла ей первый крупный успех, а за участие в сиквеле в 1991 году актриса получила премию «Сатурн» как лучшая киноактриса и две награды от MTV в номинациях «Лучший женский образ» и «Самая желанная женщина».
Также Линда Хэмилтон играла в фильмах «Дети кукурузы» (1984), «Восход Чёрной луны» (1986), «Кинг-Конг жив» (1986), «Теневой заговор» (1997), «Пик Данте» (1997).
За игру в телесериале «Красавица и чудовище» была номинирована на «Эмми» и «Золотой глобус».
В 2019 году вновь сыграла роль Сары Коннор в фильме «Терминатор: Тёмные судьбы».
31 января 2020 года присоединилась к актёрскому составу телесериала «Засланец из космоса», исполнив второстепенную роль генерала, наблюдающего за тайной операцией по поиску внеземной жизни.
В июне 2023 года стало известно, что Хэмилтон сыграет в заключительном пятом сезоне сериала «Очень странные дела», показ которого запланирован на 2025 год.

## Личная жизнь
В 1989 году Линда Хэмилтон приобрела дом в Арле (Франция). Дважды выходила замуж: её первым супругом был Брюс Эббот. Первая беременность закончилась выкидышем, во второй раз она родила сына Дэлтона. В декабре 1989 года она развелась с Эбботом. После выхода фильма «Терминатор 2: Судный день» переехала к Джеймсу Кэмерону, который развёлся до этого с Кэтрин Бигелоу; в феврале 1993 года у них родилась дочь Жозефина. Хэмилтон и Кэмерон поженились летом 1997 года, в 1999 году они развелись. Линда Хэмилтон с детьми живёт в Малибу. Сестра-близнец Лесли подменяла её в некоторых эпизодах фильма «Терминатор 2: Судный день».
На президентских выборах Хэмилтон обычно поддерживает Демократическую партию, но в 2003 году во время выборов губернатора Калифорнии она поддержала кандидатуру Арнольда Шварценеггера, представлявшего Республиканскую партию.
В 2005 году Хэмилтон рассказала, что во время брака с Эбботом у неё развилось биполярное расстройство: из-за резких перепадов настроения она часто бросалась на мужа с оскорблениями по поводу и без.

## Фильмография
| Год       |     | Русское название                                        | Оригинальное название                                | Роль                                 |
| --------- | --- | ------------------------------------------------------- | ---------------------------------------------------- | ------------------------------------ |
| 1979      | ф   | Ночные цветы                                            | Night-Flowers                                        | Вафля                                |
| 1980      | с   | Ширли                                                   | Shirley                                              | Глория                               |
| 1980      | тф  | Последнее воссоединение                                 | Reunion                                              | Энн Самуриан                         |
| 1980      | тф  | Насилие и брак                                          | Rape and Marriage: The Rideout Case                  | Грета Райдаут                        |
| 1980—1981 | с   | —                                                       | Secrets of Midland Heights                           | Лиза Роджерс                         |
| 1982      | ф   | Игра в убийство                                         | Tag: The Assassination Game                          | Сьюзан Свайз                         |
| 1982      | тф  | —                                                       | Country Gold                                         | Джози Гринвуд                        |
| 1982      | с   | —                                                       | King's Crossing                                      | Лорен Холлистер                      |
| 1983      | тф  | —                                                       | Wishman                                              | Мэтти Макгрегор                      |
| 1983      | тф  | Секреты мамы и дочки                                    | Secrets of a Mother and Daughter                     | Сьюзан Декер                         |
| 1983      | с   | Блюз Хилл-стрит                                         | Hill Street Blues                                    | Сэнди Вальпарисо                     |
| 1984      | ф   | Дети кукурузы                                           | Children of the Corn                                 | Вики                                 |
| 1984      | ф   | Каменный мальчик                                        | The Stone Boy                                        | Ева, леди полумесяца                 |
| 1984      | ф   | Терминатор                                              | The Terminator                                       | Сара Коннор                          |
| 1985      | тф  | Секретное оружие                                        | Secret Weapons                                       | Елена Козлова / Джоанна              |
| 1986      | ф   | Восход «Чёрной луны»                                    | Black Moon Rising                                    | Нина                                 |
| 1985      | тф  | Медиана клуба                                           | Club Med                                             | Кейт                                 |
| 1986      | с   | Она написала убийство                                   | Murder, She Wrote                                    | Кэрол Макдермотт                     |
| 1986      | ф   | Кинг-Конг жив                                           | King Kong Lives                                      | Эми Франклин                         |
| 1987—1989 | с   | Красавица и чудовище                                    | Beauty And The Beast                                 | Кэтрин Чандлер                       |
| 1990      | ф   | Господин Судьба                                         | Mr. Destiny                                          | Эллен Берроуз                        |
| 1991      | ф   | Терминатор 2: Судный день                               | Terminator 2: Judgment Day                           | Сара Коннор                          |
| 1993—1997 | с   | Фрейзер                                                 | Frasier                                              | Лора / Клер                          |
| 1994      | ф   | Безмолвная схватка                                      | Silent Fall                                          | Карен Райнер                         |
| 1995      | тф  | Дорога к смерти                                         | The Way to Dusty Death                               | Бет Макэлпайн                        |
| 1995      | тф  | Материнская молитва                                     | A Mother’s Prayer                                    | Розмари Холмстром                    |
| 1995      | ф   | Отдельная жизнь                                         | Separate Lives                                       | Лорен Портер / Лина                  |
| 1996      | кор | Т2 3-D: Битва сквозь время                              | T2 3-D: Battle Across Time                           | Сара Коннор                          |
| 1997      | ф   | Теневой заговор                                         | Shadow Conspiracy                                    | Аманда Гивенс                        |
| 1997      | ф   | Пик Данте                                               | Dante’s Peak                                         | Рэйчел Уэндо                         |
| 1997      | тф  | Под угрозой                                             | On the Line                                          | Джин Мартин                          |
| 1998      | тф  | Спасатели: Истории мужества: Две пары                   | Rescuers: Stories of Courage: Two Couples            | Мари Таке                            |
| 1998      | мс  | Новые приключения Бэтмена                               | The New Batman Adventures                            | Сьюзан Магуайр                       |
| 1998      | тф  | Цвет отваги                                             | The Color of Courage                                 | Анна Сайпс                           |
| 1998      | тф  | По свежим следам                                        | Point Last Seen                                      | Рэйчел Харрисон                      |
| 1998—1999 | мс  | Геркулес                                                | Hercules: The Animated Series                        | Немезида                             |
| 1999      | мф  | Бэтмен будущего: Полнометражный фильм                   | Batman Beyond: The Movie                             | доктор Стефани Лейк                  |
| 1999      | мс  | Бэтмен будущего                                         | Batman Beyond                                        | доктор Стефани Лейк                  |
| 1999      | ф   | Секрет жизни девочек                                    | The Secret Life of Girls                             | Руби Сэнфорд                         |
| 2000      | тф  | Пари Матч                                               | Sex & Mrs. X                                         | Джоанна Скотт                        |
| 2000      | мс  | Базз Лайтер из звёздной команды: Приключения начинаются | Buzz Lightyear of Star Command: The Adventure Begins | доктор Фербанна                      |
| 2001      | тф  | Девочки в большом городе                                | A Girl Thing                                         | Рэйчел Логан                         |
| 2001      | в   | Скелеты в шкафу                                         | Skeletons in the Closet                              | Тина                                 |
| 2001      | с   | Волшебный мир Дисней                                    | The Wonderful World of Disney                        | Лиз Донован                          |
| 2002      | тф  | Тихая ночь                                              | Silent Night                                         | Элизабет Винкен                      |
| 2003      | кор | Воли Моисей                                             | Wholey Moses                                         | Валери                               |
| 2004      | кор | —                                                       | Jonah                                                | Джун                                 |
| 2005      | ф   | Улыбка                                                  | Smile                                                | Бриджетт                             |
| 2005      | ф   | Потерявшийся в Америке                                  | Missing in America                                   | Кейт                                 |
| 2005      | с   | Как сказал Джим                                         | According to Jim                                     | Мелисса Эванс                        |
| 2005      | ф   | Малыш и я                                               | The Kid & I                                          | Сьюзан Мандевилл                     |
| 2006      | с   | Вор                                                     | Thief                                                | Роузлин Мур                          |
| 2006      | ф   | Бывший                                                  | Broken                                               | Карен                                |
| 2006      | тф  | —                                                       | Home by Christmas                                    | Джули Бедфорд                        |
| 2006      | с   | —                                                       | Take 3                                               | Кейт                                 |
| 2008      | ф   | В твоих мечтах                                          | In Your Dreams                                       | Джорджи                              |
| 2009      | ф   | Терминатор: Да придёт спаситель                         | Terminator Salvation                                 | Сара Коннор                          |
| 2009      | с   | —                                                       | The Line                                             | Кэрол                                |
| 2009      | ф   | Ограбление века                                         | Holy Water                                           | Кори Уильямс                         |
| 2010      | мф  | Витрина DC: Джона Хекс                                  | DC Showcase: Jonah Hex                               | мадам Лоррейн                        |
| 2010      | с   | Дурман                                                  | Weeds                                                | Линда                                |
| 2010      | мф  | Оригинальная коллекция короткометражек витрины DC       | DC Showcase Original Shorts Collection               | мадам Лоррейн                        |
| 2010      | мф  | Витрина DC: Супермен/Шазам! – Возвращение Чёрного Адама | Superman/Shazam!: The Return of Black Adam           | мадам Лоррейн                        |
| 2010      | ф   | Спасение                                                | Refuge                                               | Амелия Филлипс                       |
| 2010—2012 | с   | Чак                                                     | Chuck                                                | Мэри Элизабет Бартовски              |
| 2013      | с   | Падение борта номер один                                | Air Force One Is Down                                | Харриет Раунтри                      |
| 2013      | ф   | Плохое поведение                                        | Bad Behavior                                         | Маргарет                             |
| 2013—2015 | с   | Зов крови                                               | Lost Girl                                            | Акация                               |
| 2014      | тф  | Бермудские щупальца                                     | Bermuda Tentacles                                    | адмирал Линда Хансен                 |
| 2014—2015 | с   | Вызов                                                   | Defiance                                             | Пилар                                |
| 2016      | ф   | Воскресная лошадь                                       | A Sunday Horse                                       | Маргрет Уолден                       |
| 2016      | кор | —                                                       | Shoot Me Nicely                                      | Лейла                                |
| 2017      | ф   | Разлом времени                                          | Curvature                                            | Флоренс                              |
| 2019      | ф   | Терминатор: Тёмные судьбы                               | Terminator: Dark Fate                                | Сара Коннор                          |
| 2020      | мс  | Семейка Грин в городе                                   | Big City Greens                                      | библиотекарь / дополнительные голоса |
| 2021—2022 | с   | Когти                                                   | Claws                                                | Ив Питерсон                          |
| 2021—2024 | с   | Засланец из космоса                                     | Resident Alien                                       | Генерал МакАлистер                   |
| 2024      | мс  | Обратная сторона Земли                                  | Solar Opposites                                      | рассказчик                           |

## Награды и номинации
| Год  | Награда          | Номинация                                    | Фильм или сериал          | Результат |
| ---- | ---------------- | -------------------------------------------- | ------------------------- | --------- |
| 1988 | Золотой глобус   | Лучшая актриса в драматическом телесериале   | Красавица и чудовище      | Номинация |
| 1989 | Золотой глобус   | Лучшая актриса в драматическом телесериале   | Красавица и чудовище      | Номинация |
| 1996 | Золотой глобус   | Лучшая актриса в мини-сериале или телефильме | Материнская молитва       | Номинация |
| 1989 | Эмми             | Лучшая актриса в драматическом телесериале   | Красавица и чудовище      | Номинация |
| 1985 | Сатурн           | Лучшая актриса                               | Терминатор                | Номинация |
| 1992 | Сатурн           | Лучшая актриса                               | Терминатор 2: Судный день | Победа    |
| 1992 | MTV Movie Awards | Лучшая женская роль                          | Терминатор 2: Судный день | Победа    |
| 1992 | MTV Movie Awards | Самая желанная женщина                       | Терминатор 2: Судный день | Победа    |